# Fontana Archibald
La Fontana Archibald (in inglese: Archibald Fountain) è una fontana monumentale della città di Sydney in Australia.

## Storia
La fontana è intitolata a J. F. Archibald, proprietario e redattore della rivista The Bulletin, che alla sua morte lasciò i fondi necessari per farla costruire. Nel suo lascito, Archibald specificò che essa avrebbe dovuto essere realizzata da un artista francese, sia per il suo grande amore per la cultura francese sia per commemorare l'alleanza tra l'Australia e la Francia nella prima guerra mondiale. L'artista scelto fu François-Léon Sicard, che la completò a Parigi nel 1926. Tuttavia, Sicard non visitò mai la sua opera a Sydney, dove venne inaugurata il 14 marzo 1932 dal sindaco di Sydney, Samuel Walder.

## Descrizione
La fontana è collocata a Hyde Park nel centro di Sydney. Il suo gruppo scultoreo raffigura Apollo circondato da Diana, Pan e Teseo e il Minotauro.

## Galleria d'immagini

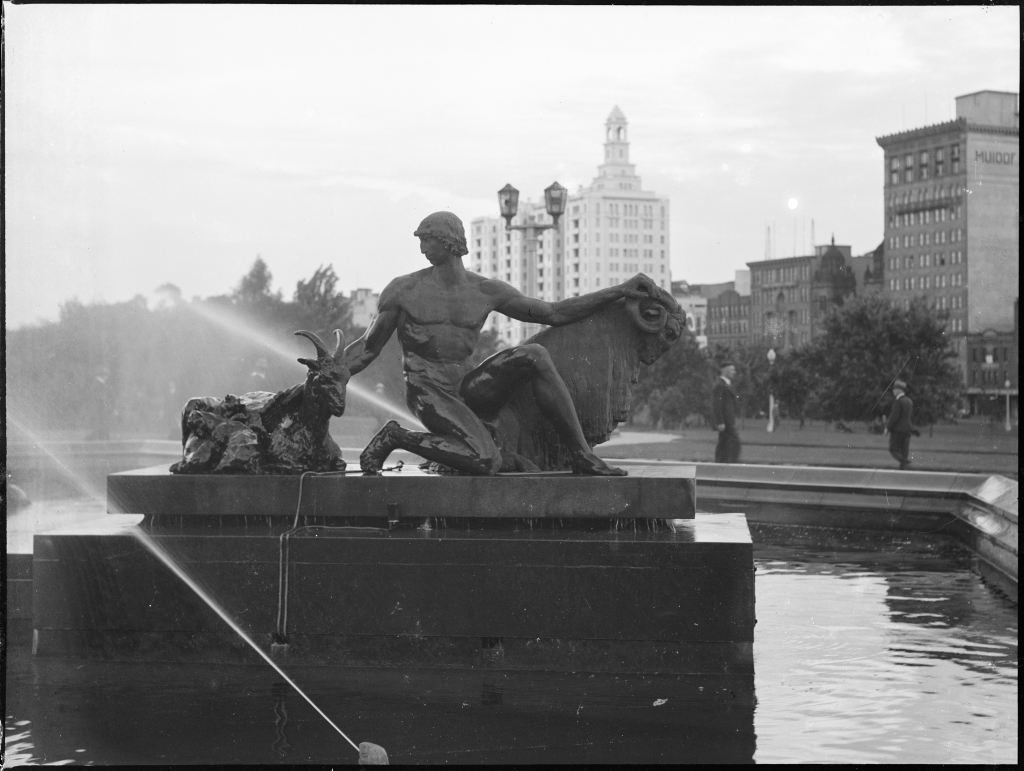
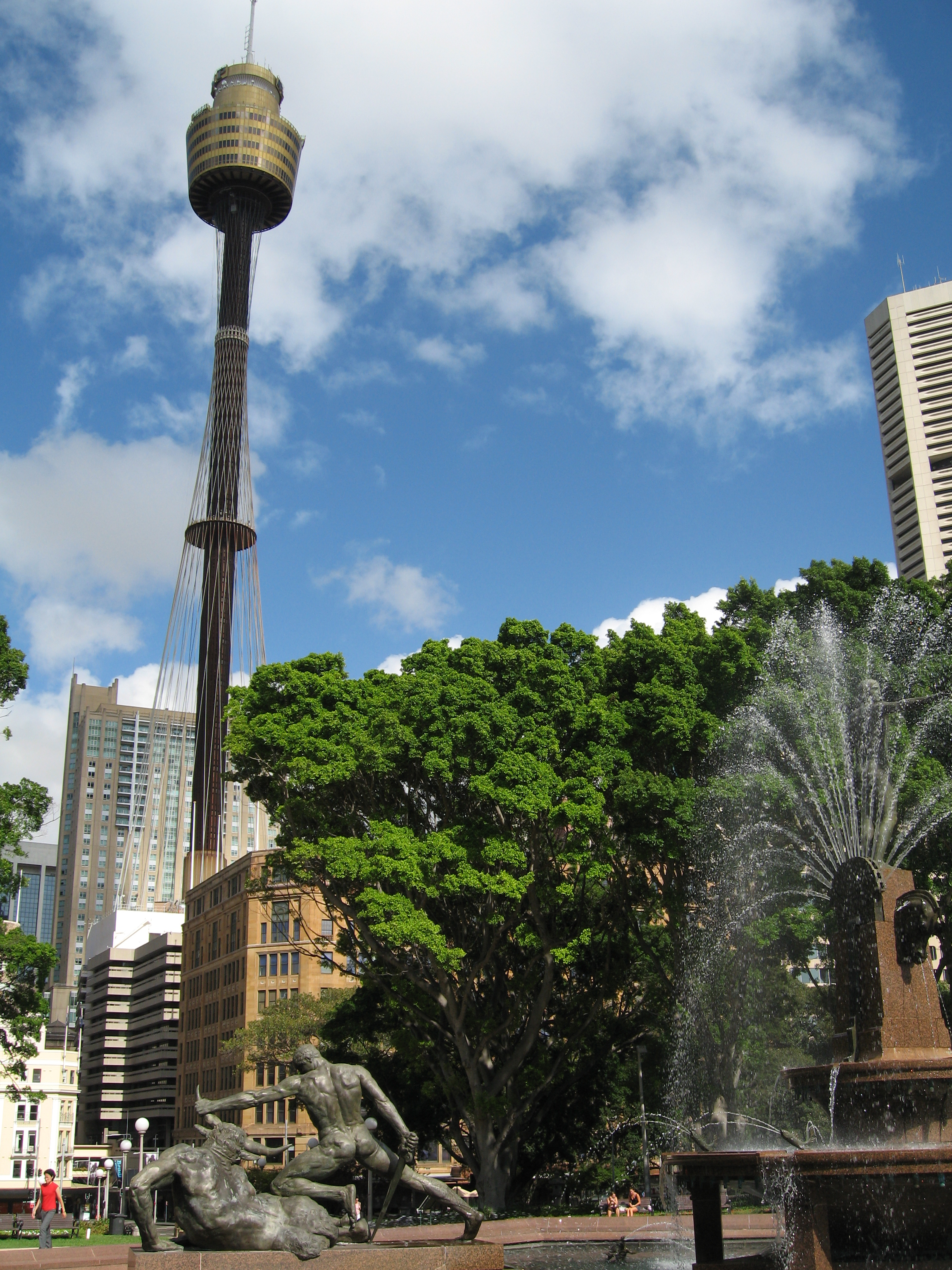
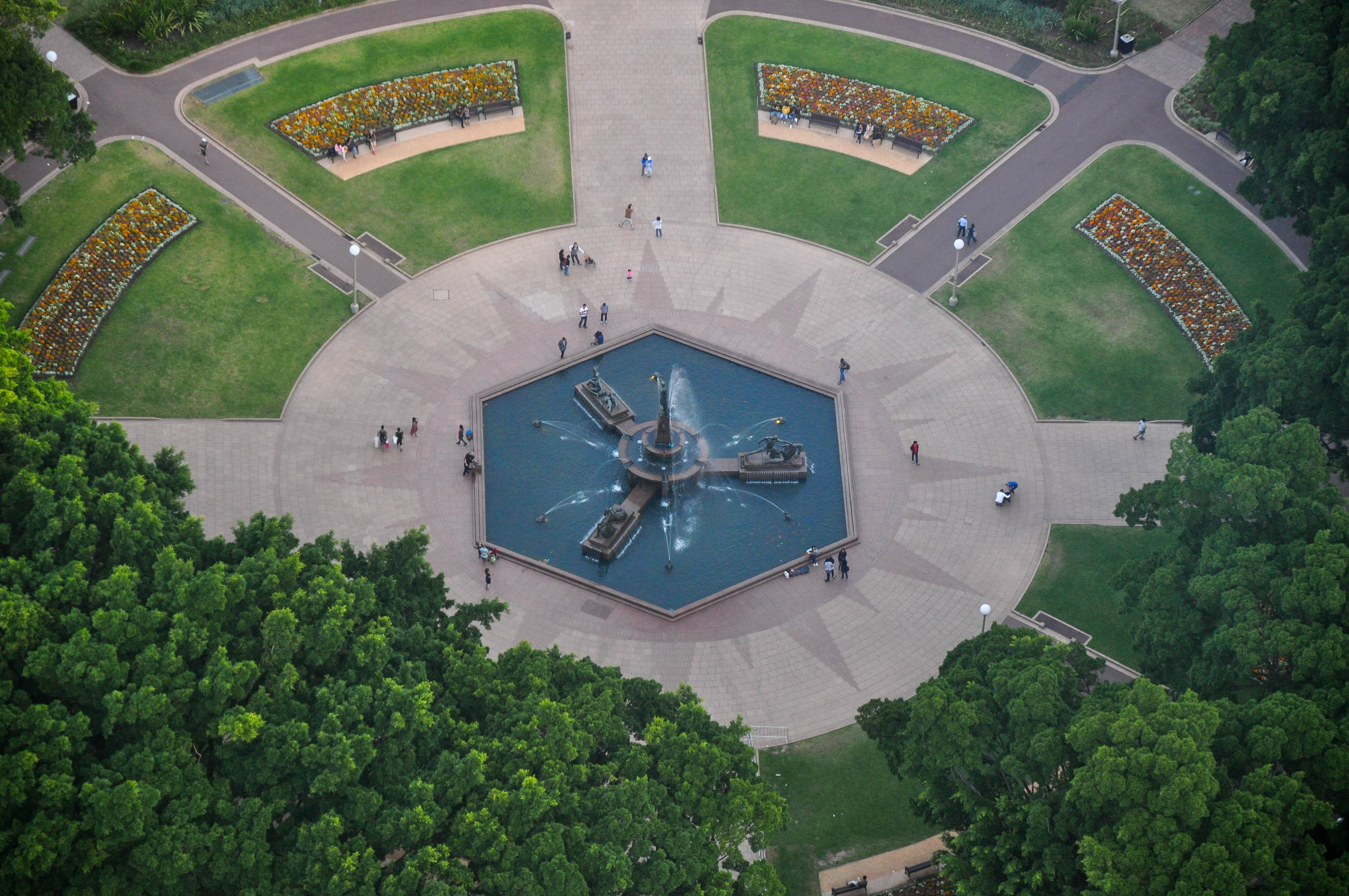